# Августдор
Августдо́р (нім. Augustdor, пол. Awgustdor) — золота монета, карбована у 1752—1756 pp. саксонським курфюрстом Фрідріхом Августом (він же Август III — король Речі Посполитої у 1733—1763 pp.). Зразком для августдора був прусський фрідріхдор, що був наслідуванням луїдора. Августдор, вагою близько 6 г золота, за вартістю дорівнював 5 талерам, що було зазначено на монеті. Крім августдора, карбувалися ще півавгустдори вартістю 2½ талера, а також подвійні августдори вартістю 10 талерів.